# NGC 6756
NGC 6756 ist ein offener Sternhaufen vom Trumpler-Typ I2m im Sternbild Adler.
Entdeckt wurde das Objekt am 21. August 1791 von Wilhelm Herschel.